# Centrale nucléaire de Ningde
La centrale nucléaire de Ningde est une centrale nucléaire chinoise située à proximité de la ville de Ningde, dans l'est de la province du Fujian en Chine. L'installation est située à 140 km de la ville de Fuzhou, chef lieu du Fujian.
L'exploitant des quatre premiers réacteurs est la Fujian Ningde Nuclear Power Company, et la Fujian Ningde Second Nuclear Power Company pour les réacteurs  no 5 et 6 (toutes deux des co-entreprises de la CGNPC). Le maitre d'œuvre de la construction des six réacteurs est la CGNPC.
En juillet 2024, quatre réacteurs CPR-1000 de 1 018 MWe chacun sont opérationnels, un réacteur Hualong-1 de 1 116 MWe est en construction, et un autre Hualong-1 est en projet.

## Historique
La construction de la centrale est approuvée par le conseil des affaires de l'État de la république populaire de Chine en septembre 2006. La phase no 1 inclus la construction de quatre réacteurs CPR-1000 (réacteurs de conception chinoise, dérivé des réacteurs nucléaires français du palier CP1). Ce sont des réacteurs à eau pressurisée de deuxième génération, de 1 018 MWe chacun. Le premier béton du réacteur Ningde-1 est coulé le 18 février 2008, et les quatre réacteurs sont mis en service entre avril 2013 à juillet 2016,.
La phase no 2 est approuvée en août 2023 pour la construction de deux réacteurs Hualong-1. Ce sont des réacteurs à eau pressurisée de troisième génération, de 1 116 MWe chacun. Ils sont de conceptions entièrement chinoise.

## Caractéristiques techniques
Les réacteurs no 1 à 4 sont des réacteurs à eau pressurisée de conception franco-chinoise de modèle CPR-1000, appartenant à la deuxième génération. Ils sont développés par CGNPC à partir du réacteur M310 français. Leur puissance électrique nette unitaire est de 1 018 MWe.
Les réacteurs no 5 et 6 sont des réacteurs à eau pressurisée de troisième génération de conception chinoise et de modèle Hualong-one (version CGNPC). Leur puissance électrique unitaire nette est de 1 116 MWe.

### Définition
Les caractéristiques des réacteurs sont données dans le tableau ci-après, les données sont principalement issues de la base de données PRIS (Power Reactor Information System) de l’Agence internationale de l'énergie atomique (AIEA).
Base de données établie par l'AIEA qui définit ainsi les termes :
- La puissance nette correspond à la puissance électrique délivrée sur le réseau et sert d'indicateur en termes de puissance installée,
- La puissance brute correspond à la puissance délivrée par l'alternateur (= puissance nette augmentée de la consommation interne de la centrale),
- La puissance thermique correspond, à la puissance délivrée par la chaudière nucléaire

Le début de construction correspond à la date de coulage des fondations du bâtiment réacteur. Une tranche (nom utilisé pour un réacteur complet) est considérée comme opérationnelle après son premier couplage au réseau. La mise en service commercial est le transfert contractuel de l’installation du constructeur vers le propriétaire ; en principe après réalisation des tests réglementaires et contractuels et après fonctionnement continu à 100 % pendant une durée définie au contrat de construction.
| Unité    | Statut          | Modèle   | Puissance   | Puissance   | Puissance       | Exploitant                                 | Maitre d'œuvre | Début construction | 1re divergence   | Raccordement au réseau | Mise en service commercial |
| Unité    | Statut          | Modèle   | nette (MWe) | brute (MWe) | thermique (MWt) | Exploitant                                 | Maitre d'œuvre | Début construction | 1re divergence   | Raccordement au réseau | Mise en service commercial |
| -------- | --------------- | -------- | ----------- | ----------- | --------------- | ------------------------------------------ | -------------- | ------------------ | ---------------- | ---------------------- | -------------------------- |
| Phase I  |                 |          |             |             |                 |                                            |                |                    |                  |                        |                            |
| Ningde-1 | Opérationnel    | CPR-1000 | 1 018       | 1 089       | 2 905           | Fujian Ningde Nuclear Power Company        | CGNPC          | 18 février 2008    | 24 novembre 2012 | 28 décembre 2012       | 15 avril 2013              |
| Ningde-2 | Opérationnel    | CPR-1000 | 1 018       | 1 089       | 2 905           | Fujian Ningde Nuclear Power Company        | CGNPC          | 12 novembre 2008   | 20 décembre 2013 | 4 janvier 2014         | 14 mai 2014                |
| Ningde-3 | Opérationnel    | CPR-1000 | 1 018       | 1 089       | 2 905           | Fujian Ningde Nuclear Power Company        | CGNPC          | 8 janvier 2010     | 8 mars 2015      | 21 mars 2015           | 10 juin 2015               |
| Ningde-4 | Opérationnel    | CPR-1000 | 1 018       | 1 089       | 2 905           | Fujian Ningde Nuclear Power Company        | CGNPC          | 29 septembre 2010  | 16 mars 2016     | 29 mars 2016           | 21 juillet 2016            |
| Phase II |                 |          |             |             |                 |                                            |                |                    |                  |                        |                            |
| Ningde-5 | En construction | HPR-1000 | 1 116       | 1 200       | 3 180           | Fujian Ningde Second Nuclear Power Company | CGNPC          | 28 juillet 2024    |                  |                        |                            |
| Ningde-6 | En projet       | HPR-1000 | ~1 116      | ~1 200      | ~3 180          | Fujian Ningde Second Nuclear Power Company | CGNPC          |                    |                  |                        |                            |